# Innenministerium (Saudi-Arabien)

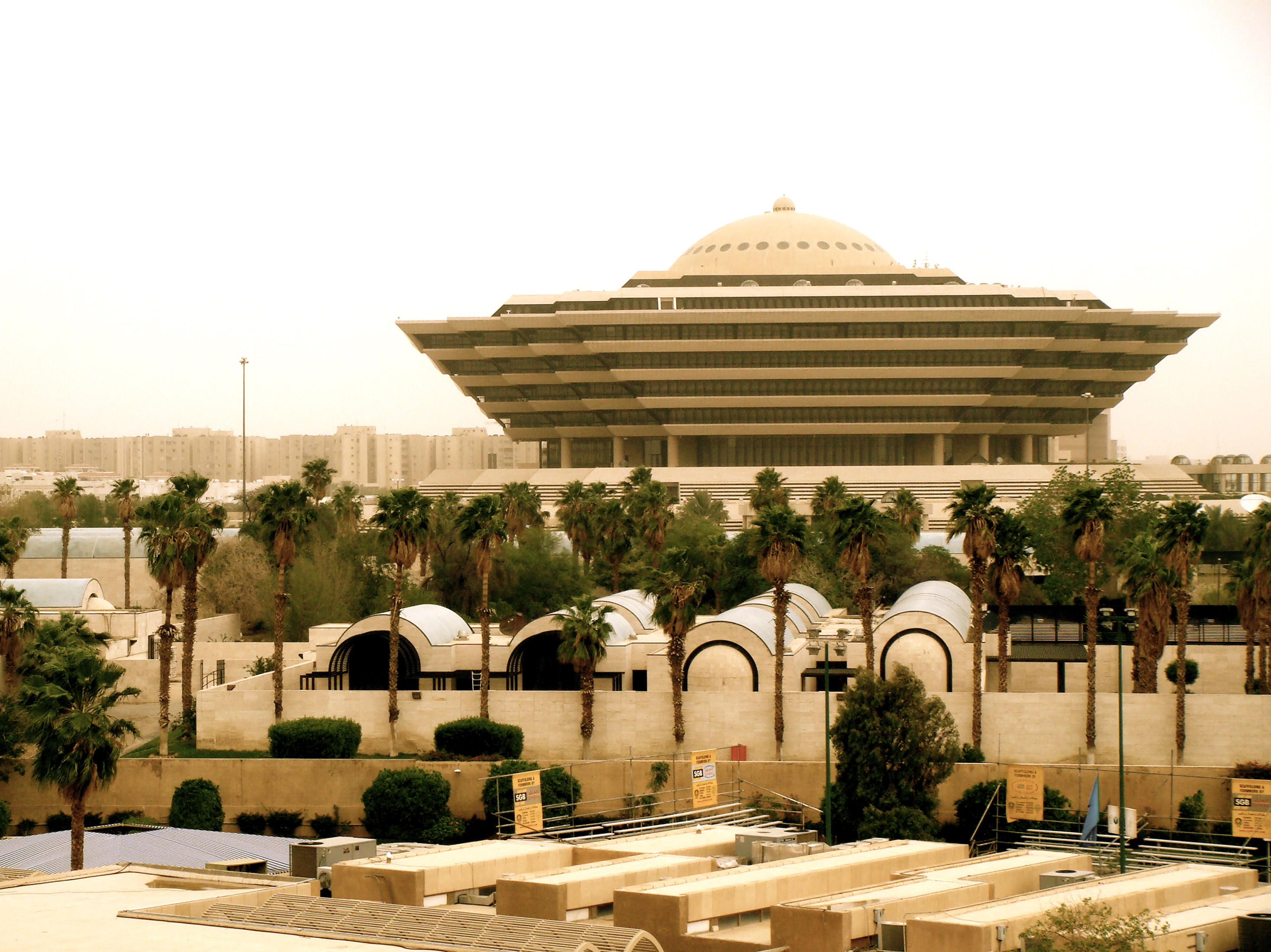
Das Gebäude des Innenministeriums in Riad beschrieb der Journalist Lawrence Wright als „eine riesige umgedrehte Pyramide, welche wie ein Todesstern am Innenstadtrand von Riad aufscheint“.

Das Innenministerium von Saudi-Arabien (arabisch وزارة الداخلية, DMG Wizārat ad-Dāḫiliyya) ist die zuständige Behörde für die nationale Sicherheit, Einbürgerung, Einwanderung und den Zoll. Die Führung der Behörde unterliegt regelmäßig einem Prinzen der Königlichen Familie Saud.
Dem Ministerium unterliegt die Division of Internal Security (Abteilung für Innere Sicherheit), diese umfasst folgende Direktionen:
- General Directorate of Police Forces (Generaldirektion für die Reguläre Polizeibehörde „Schurta“ und die Geheimpolizei „Mabahith“)
- General Directorate of Rescue (Generaldirektion für die Rettungsdienste)
- General Directorate of Civil Defense (Generaldirektion für Zivilschutz)
- General Directorate of Investigations (Generaldirektion für Strafermittlungen)
- General Directorate of Corrections (Generaldirektion für Gefängnisse)
- General Directorate of Court Services (Generaldirektion für gerichtliche Dienste)
- General Directorate of The Two Holy Mosques’ Security (Generaldirektion für Sicherheit der zwei Heiligen Moscheen)

Die Abteilung für Einbürgerung und Aufenthalt setzt Einwanderungsgesetze durch, ihr untersteht die Exekutive Behörde: „Immigration and Customs Enforcement Police“ (Polizeiliche Behörde für Immigration und Zoll). Das Ministerium ist auch zuständig für die Ausstellung von Reisepässen (Dschawāzāt / جوازات) sowie die Aufenthaltserlaubnis für Ausländer (Siehe: Personalausweis Saudi-Arabiens).
Des Weiteren hat es die Aufsicht über den Special Criminal Court, ein Sonderstrafgericht für die Staatssicherheit.
Das Innenministerium ist mit etwa einer halben Million Angestellten eine der größten Behörden des Landes, welches 2010 eine Gesamtbevölkerung von 27 Millionen Einwohnern mit 18,7 Millionen saudischen Staatsbürgern hat.

## Liste der Minister
- Abdullah bin Faisal Al Saud (1951–1959)
- Musaid bin Abdul Rahman Al Saud (1960)
- Faisal bin Turki I Al Saud (1962)[3]
- Fahd ibn Abd al-Aziz Al Saud (1962–1975)
- Naif ibn Abd al-Aziz Al Saud (1975–16. Juni 2012)
- Ahmed ibn Abd al-Aziz Al Saud (18. Juni 2012 bis 5. November 2012)
- Mohammed ibn Naif Al Saud (5. November 2012 bis 1. Juni 2017)[4]
- Abdulaziz bin Saud Al Saud (seit 21. Juni 2017)[5]